# تامس میهان
تامس میهان (به انگلیسی: Thomas Meehan)،(زاده ۲۱ مارس ۱۸۲۶ - درگذشته ۱۹ نوامبر ۱۹۰۱) یک گیاه‌شناس، زارع و نویسندهٔ شناخته شدهٔ متولد بریتانیا بود. از سال ۱۸۴۶ تا سال۱۸۴۸ به عنوان باغبان باغ‌های سلطنتی کار کرد. پس از آن به جرمن‌تاون فیلادلفیا مهاجرت کرد. او بنیانگذار «میهان ماهانه»(۱۸۹۱–۱۹۰۱) و سردبیر «باغبان ماهانه» بود.
میهان در جزیره وایت پرورش یافت و از طریق پدرش که باغبان بود به گیاهان علاقه‌مند شد. اولین مطلب گیاه‌شناسی‌اش را در ۱۴ سالگی منتشر کرد که موجب عضویتش در انجمن ورنرین شد. دانش و مهارت‌هایش موجب بدست آوردن شغل امنی در باغ‌های سلطنتی از سال ۱۸۴۶ تا سال ۱۸۴۸ شد. در آنجا تحت تأثیر ویلیام هوکر قرار گرفت.

## نگارخانه

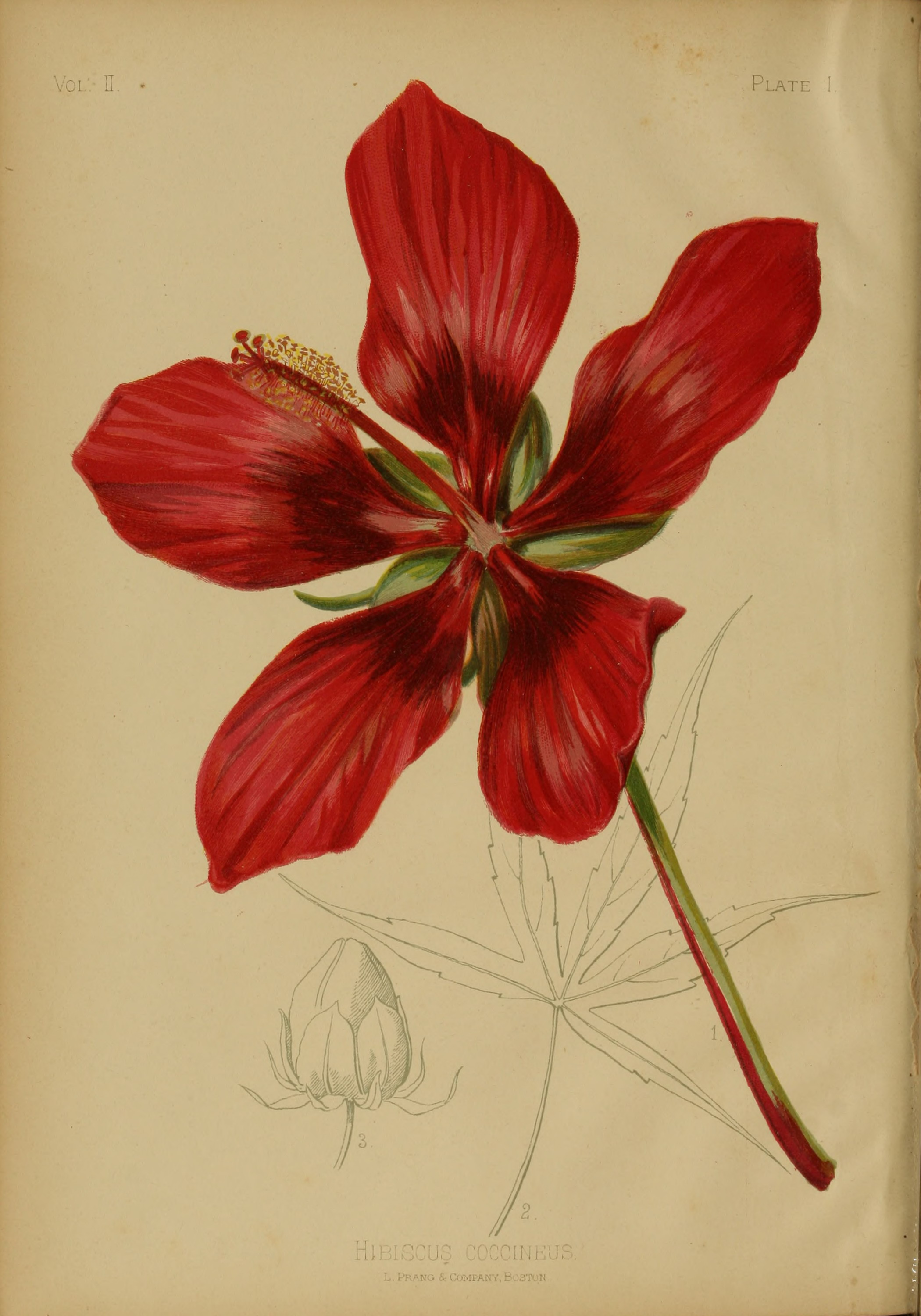
از کتاب گل‌ها و سرخس‌های بومی آمریکا نوشته تامس میهان،جلد ۲
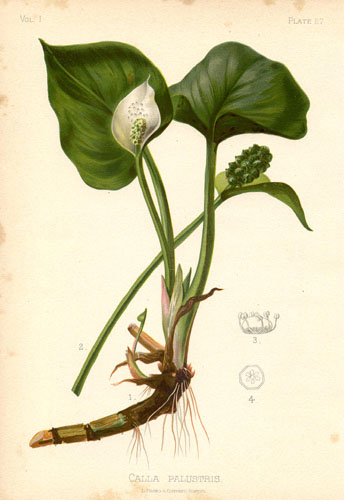
از کتاب گل‌ها و سرخس‌های بومی آمریکا نوشته تامس میهان
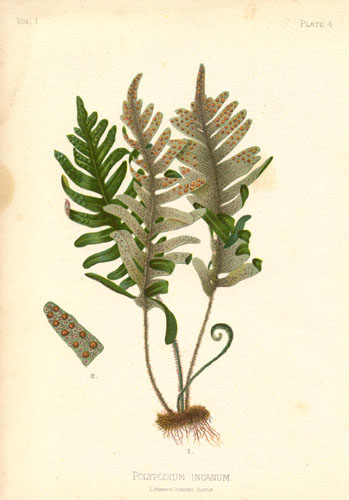
از کتاب سرخس‌های و گیاهان بومی آمریکا نوشته تامس میهان